# Turckheim
Turckheim es una comuna francesa situada en la circunscripción administrativa de Alto Rin y, desde el 1 de enero de 2021, en el territorio de la Colectividad Europea de Alsacia, en la región de Gran Este.
Está ubicada en la región histórica y cultural de Alsacia.

## Demografía[1][5]
| 2055 | 1 934 | 2 212 | 1 976 | 2 758 | 2 747 | 2 858 | 2 879 | 2 930 | 2 946 | 2 929 | 2 694 | 2 547 | 2 496 | 2 544 | 2 462 | 2 427 | 2 509 | 2 594 | 2 522 | 2 369 | 2 441 | 2 532 | 2 692 | 2 493 | 2 673 | 3 028 | 3 028 | 3 609 | 3 510 | 3 567 | 3 594 | 3 714 | 3 814 |
| Para los censos de 1962 a 1999 la población legal corresponde a la población sin duplicidades (Fuente: INSEE [Consultar]) |       |       |       |       |       |       |       |       |       |       |       |       |       |       |       |       |       |       |       |       |       |       |       |       |       |       |       |       |       |       |       |       |       |

## Historia
Ciudad desde 1312, fue una de las diez ciudades imperiales alsacianas que se aliaron en la Decápolis.
Durante la guerra franco-neerlandesa obtuvo Turenne, el 5 de enero de 1675, una gran victoria sobre las fuerzas de Leopoldo I de Habsburgo, Federico Guillermo I de Brandeburgo y Carlos IV de Lorena. El Tratado de Nimega de 1678 supondría la entrega de la villa a Francia.

## Lugares y monumentos[2]
- Las puertas de la ciudad. Al sur, junto al Quai de la Fecht, se encuentra la puerta de Francia, abierta en una gran torre cuadrangular del siglo XIV. La puerta de Brand está en el extremo noreste del casco antiguo, mientras que al oeste se halla la puerta de Munster.

- Place Turenne, rodeada de antiguos edificios, entre ellos el Ayuntamiento y la torre románica de la antigua iglesia.

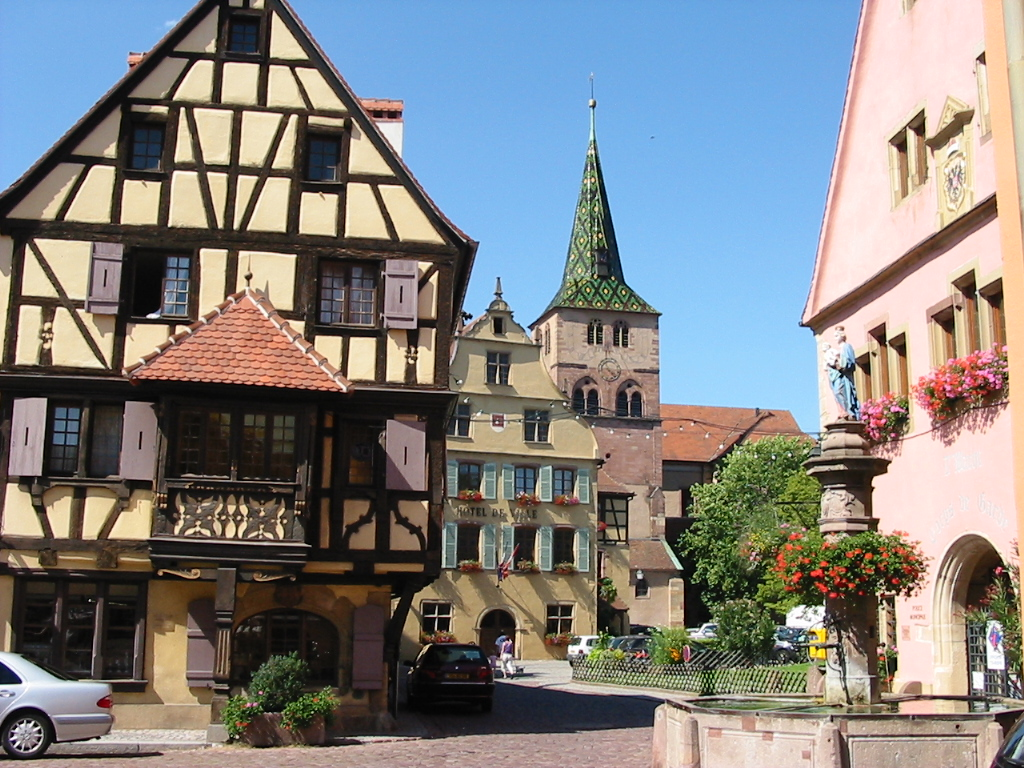
Place Turenne.

- Hôtel des Deux-Clefs (1620), antigua hostería municipal renovada por la comuna.
- La Grand'Rue, que une la puerta de Munster con la Place Turenne, acoge numerosas casas de fines del XVI e inicios del XVII.